# Kenny Golladay
Kenny Golladay (* 3. November 1993 in Chicago, Illinois) ist ein ehemaliger US-amerikanischer American-Football-Spieler auf der Position des Wide Receivers. Er spielte von 2017 bis 2020 für die Detroit Lions in der National Football League (NFL). Bis zu dem Saisonende 2022 stand er anschließend bei den New York Giants unter Vertrag.

## College
Golladay besuchte von 2012 bis 2013 zunächst die University of North Dakota und spielte dort in der Big Sky Conference. Danach wechselte er das College und besuchte von 2014 bis 2016 die Northern Illinois University und spielte dort für die Northern Illinois Huskies in der Mid-American Conference. Aufgrund der Transferregeln für Sportteams der Colleges war es ihm nicht erlaubt, 2014, in seinem ersten Jahr nach dem Wechsel, für sein neues College aufzulaufen.

### Receiving-Statistik
| Jahr   | Team   | Rec | Yards | Avg  | TD |
| ------ | ------ | --- | ----- | ---- | -- |
| 2012   | UND    | 30  | 429   | 14,3 | 1  |
| 2013   | UND    | 69  | 884   | 12,8 | 8  |
| 2014   | NIU    | -   | -     | -    | -  |
| 2015   | NIU    | 73  | 1.129 | 15,5 | 10 |
| 2016   | NIU    | 87  | 1.156 | 13,3 | 8  |
| Gesamt | Gesamt | 259 | 3.598 | 13,9 | 27 |

## NFL
Im NFL Draft 2017 wurde Golladay in der 3. Runde an 96. Stelle insgesamt von den Detroit Lions ausgewählt.
Gleich in seinem ersten Spiel für die Lions erzielte Golladay im ersten Regular-Season-Spiel zwei Touchdowns.
Als Ersatz für den verletzten Chris Godwin wurde Golladay in den Pro Bowl 2020 berufen. Mit elf gefangenen Touchdownpässen führte er die Liga in der Saison 2019 in dieser Statistik an, mit 1190 Yards Raumgewinn im Passspiel stellte er einen neuen persönlichen Bestwert auf. In der Saison 2020 kam Golladay verletzungsbedingt nur in fünf Spielen zum Einsatz, in denen er 20 Pässe für 338 Yards und zwei Touchdowns fing.
Im März 2021 unterschrieb Golladay einen Vierjahresvertrag über 72 Millionen Dollar bei den New York Giants. Nach nur zwei Jahren wurde er von diesen im März 2023 wieder entlassen.

### Receiving-Statistik
| 2017            | DET    | 28  | 477   | 17,0 | 54T | 3  | 0 | 0 |
| 2018            | DET    | 70  | 1.063 | 15,2 | 60  | 5  | 1 | 0 |
| 2019            | DET    | 65  | 1.190 | 18,3 | 75T | 11 | 1 | 1 |
| 2020            | DET    | 20  | 338   | 16,9 | 48  | 2  | 0 | 0 |
| 2021            | NYG    | 37  | 521   | 14,1 | 36  | 0  | 0 | 0 |
| 2022            | NYG    | 6   | 81    | 13,5 | 25  | 1  | 0 | 0 |
| Gesamt          | Gesamt | 226 | 3.670 | 16,2 | 75  | 22 | 2 | 1 |
| Quelle: NFL.com |        |     |       |      |     |    |   |   |